# 第九代馬爾博羅公爵查爾斯·史賓賽-邱吉爾
第九代馬爾博羅公爵查理斯·史賓賽-邱吉爾（英語：Charles Richard John Spencer-Churchill, 9th Duke of Marlborough，1871年11月13日—1934年6月30日），第九代馬爾博羅公爵，英國保守黨黨員，1899年至1902年擔任財政部主計長。

## 家庭
1895年，查爾斯與康斯薇露·范德比爾特結婚，兩人共有兩個兒子：
1. 約翰（1897年—1972年）
2. 艾佛（英语：Lord Ivor Spencer-Churchill）（1898年—1956年）